# موش کورهای جهان قدیم
موش کورهای جهان قدیم (نام علمی: Talpinae) نام یک زیرخانواده از تیره کورموش‌ها است.